# Герб комуни Черн
Герб комуни Черн (швед. Tjörns kommunvapen) — символ шведської адміністративно-територіальної одиниці місцевого самоврядування комуни Черн. 

## Історія
Герб було розроблено 1977 року для комуни Черн. 
Цей герб офіційно зареєстровано 1979 року.

## Опис (блазон)
У щиті, скошеному зліва на синє та срібне поля, лобстер в обернених кольорах, головою вниз.

## Зміст
Сюжет герба походить з печатки 1664 року гераду (територіальної сотні) Черн. Вказує на важливий промисел вилову лобстерів у цій місцевості.     